# Македонски народен театър
Македонският народен театър е държавен театър и най-старата театрална институция в Северна Македония.

## История
Създаден е на 31 януари 1945 година с решение на Президиума на АСНОМ (бр. 581/45) като драматичен театър и функционира изключително като такъв в първите си два сезона. В следващите четири години е допълнително реорганизиран. През 1947 година се създава оперен ансамбъл, който изнася първата опера „Кавалерия рустикана“ на 9 май 1947, а през 1949 година е създаден и балетен ансамбъл, който изнася представлението „Валпургиева нощ“ на 27 януари 1949 година.
През 2004 година театърът наново е реорганизиран, като от него се отделят операта и балетът в Македонска опера и балет.
Първият драматичен ансамбъл на театъра е в състав:
- Димитър Кьостаров, режисьор и директор на Драмата;
- Илия Милчин, актьор и режисьор;
- Тодор Николовски, Петре Пърличко, Крум Стоянов, Трайко Чоревски, Мирко (Тихомир) Стефановски и Благоя Цървенков, актьори;
- Томо Владимирски и Василие Попович-Цицо, сценографи.

В състава влизат още 20 души технически и административен персонал, помещаващи се в театралната сграда, строена 1927 година. Театърът остава в тази сграда до голямото Скопско земетресение от 1963 година, когато сградата понася големи щети и е съборена. След това театърът е преместен във временен обект Театър център до изграждането на нова сграда през 80-те години на XX век. В тази сграда се намира Македонската опера и балет, а за нуждите на МНТ е изградена сграда на същото място като старата по плана от 1927 година.